# Pius Maritim
Pius Maritim (1974) is een Keniaans langeafstandsloper die gespecialiseerd is in de marathon. Hij won de marathon van Napels in 2005 en 2006. In 2004 won hij de marathon van Vigarano in een persoonlijk record van 2:13.02. In 2006 won hij de marathon van Reims.

## Persoonlijke records
| Onderdeel | Prestatie | Datum         | Plaats  |
| --------- | --------- | ------------- | ------- |
| marathon  | 2:13.03   | 21 maart 2004 | Ferrara |

## Palmares

### marathon
- 2004:  marathon van Vigarano - 2:13.02
- 2004:  marathon van Kosice - 2:15.44
- 2005:  marathon van Napels - 2:14.51
- 2006:  marathon van Napels - 2:15.45
- 2006:  marathon van Reims - 2:13.55